# Roland Andersson
Åke-Erik Roland Andersson (Malmö, 1950. március 28. –) svéd válogatott labdarúgó, edző.

## Pályafutása

### A válogatottban
1974 és 1978 között 19 alkalommal szerepelt a svéd válogatottban. Részt vett az 1978-as világbajnokságon.

## Sikerei, díjai

### Játékosként
Malmö FF
- Svéd bajnok (4): 1970, 1971, 1974, 1977
- Svéd kupa (4): 1973, 1974, 1978, 1980
- Bajnokcsapatok Európa-kupája (BEK)
  - döntős: 1978–79
- Interkontinentális kupa
  - döntős: 1979